# Sveti Fridolin
Sveti Fridolin (Fridolin od Säckingena; njem. Fridolin von Säckingen), kršćanski misionar, po predaji rodom iz Irske, poznat po tome što je u 6. ili 7. stoljeću pokrštavao Alemane te osnovao opatiju Säckingen.

## Životopis
Rodio se u 5. stoljeću u uglednoj, plemićkoj irskoj obitelji. Svoju imovinu je razdjelio rodbini i sirotinji te se kao misionar uputio na područje današnje Francuske. Oko 507. godine je pronašao u Poitiersu relikvije svetog Hilarija biskupa, ispod ruševina crkve i samostana. Putovao je kao misionar Burgundijom, Elzasom, Švicarskom i Njemačkom, a zaustavio se na Säckingen, nedaleko švicarske granice. Na tom otoku Fridolin je izgradio samostan i postao njegov opat. Umro je u Säckingenu na oko 540. Zaštitnik je dobrog vremena, Säckingena, Strasbourga, Elzasa te švicarskog grada i kantona Glarusa.

## Vanjske poveznice
- Ilustracije legendi o Fridolonu  Arhivirana inačica izvorne stranice od 22. studenoga 2007. (Wayback Machine)